# União das Freguesias de Chaviães e Paços
Die União das Freguesias de Chaviães e Paços ist eine portugiesische Gemeinde (Freguesia) im Kreis (Concelho) Melgaço im Nordwesten des Landes.

## Geschichte
Die Gemeinde entstand im Zuge der Gebietsreform vom 29. September 2013 durch die Zusammenlegung der ehemaligen Gemeinden Chaviães und Paços. Chaviães wurde Sitz der neuen Verwaltung.

## Demographie
| Freguesia | Freguesia        | Freguesia | Freguesia       | ehemalige Freguesias | ehemalige Freguesias | ehemalige Freguesias | ehemalige Freguesias |
| --------- | ---------------- | --------- | --------------- | -------------------- | -------------------- | -------------------- | -------------------- |
| Wappen    | Freguesia        | Einwohner | Fläche in (km²) | Wappen               | Freguesia            | Einwohner            | Fläche in (km²)      |
|           | Chaviães e Paços | 559       | 8,48            |                      | Chaviães             | 385                  | 4,80                 |
|           | Chaviães e Paços | 559       | 8,48            | Paços                | 317                  | 3,67                 |                      |